# مباراة اليوم
مباراة اليوم (بالإنجليزية: Match of the Day)‏ (يُختصر غالباً بـMOTD أو MotD)، هو برنامج كرة القدم الرئيسي لهيئة الإذاعة البريطانية. عادةً يُعرض على قناة بي بي سي وان ليالي السبت خلال موسم كرة القدم ويعرض ملخصات لمباريات اليوم من دوري الدرجة الأعلى في الكرة الإنجليزية البريميرليغ. ويعتبر من أقدم برامج البي بي سي فهو يعرض منذ 22 أغسطس 1964، رغم أنه لم يكن دائماً يُبث بشكل  عادي 

## وصلات خارجية
- [www.bbc.co.uk/programmes/b007t9y1 صفحة البرنامج في موقع بي بي سي]
- مباراة اليوم على موقع IMDb (الإنجليزية)
- مباراة اليوم على موقع قاعدة بيانات الفيلم (الإنجليزية)